# طلب فعال
الطلب الفعال في السوق هو الطلب على منتج أو خدمة عندما يكون المشترون مقيدين في سوق مختلفة. وهو عكس الطلب النظري الذي يحدث عندما لا يكون المشترون مقيدين في أي سوق أخرى. ويشار إلى الطلب النظري والفعال في السوق بالطلب الإجمالي. يوازي مفهوم العرض الفعال مفهوم الطلب الفعال. يصبح مفهوم الطلب أو العرض الفعال ملائمًا عندما لا تحافظ الأسواق على الأسعار المتوازنة باستمرار.

## أمثلة على الآثار
يدرس أحد الأمثلة الآثار غير المباشرة لسوق العمل على سوق السلع. إذا حدث اختلال في سوق العمل بحيث لا يستطيع أصحاب العمل الدفع لمجمل العمالة اللازمة، فإن العدد الذي يمكنهم الدفع له سيؤثر على طلبهم على السلع، ويكون الطلب على السلع المتعلق بقيود كمية العمالة التي يمكن توفيرها هو طلبهم الفعلي على السلع. وعلى عكس ذلك إذا لم يكن هناك اختلال في سوق العمل فإن اصحاب العمل سيختارون كلاً من كمية العمالة التي يدفعون لها وكمية البضائع التي سيشترونها، وتمثل كمية البضائع هذه طلبهم النظري على السلع. ويكون الطلب الفعلي على السلع أقل من الطلب النظري على السلع في هذا المثال.
وعلى العكس إذا كان هناك نقص في سوق السلع فقد يختار أصحاب العمل الدفع لعدد أقل من العمالة مما كانوا سيدفعون له في حالة عدم توازن سوق السلع. تسمى كمية العمالة التي يختارون الدفع لها والمتعلقة بالقيود على كمية السلع التي يمكنهم شراؤها العرض الفعال للعمالة.
ومن الأمثلة الأخرى: الآثار غير المباشرة لأسواق الائتمان على سوق السلع. إذا حدث تقنين ائتماني فإن بعض الأفراد سيكونون مقيدين في حجم الأموال التي يمكنهم اقتراضها لتمويل مشتريات السلع (بما في ذلك السلع الاستهلاكية وأجور السكن)، لذلك فإن طلبهم الفعال على السلع كتابع لهذه القيود أقل من طلبهم النظري على السلع (المبلغ الذي ينفقونه إذا استطاعوا اقتراض المبلغ الذي يريدونه).

## التاريخ
تبنى عالم الاقتصاد الكلاسيكي دافيد ريكاردو قانون ساي وقال أنَّ «العرض يخلق طلبه الخاص». ووفقًا لقانون ساي إنَّ: مقابل كل فائض في المعروض وفرة من السلع في أحد الأسواق ومقابل كل طلب زائد نقص زائد في سوق أخرى. تشير هذه النظرية إلى أنَّ الوفرة العامة لا يمكن أن يصاحبها أبدًا طلب غير كافٍ على المنتجات على مستوى الاقتصاد الكلي. قال توماس مالتوس وجان تشارلز ليونارد دي سيسموندي وغيرهم من خبراء الاقتصاد في القرن التاسع عشر إنَّ الطلب الفعال هو أساس الاقتصاد المستقر. وافق كل من ميخائيل كاليكي وجون ماينارد كينز في الثلاثينات على هذه النظرية لعلاج الكساد الكبير في القرن العشرين، وأشاروا إلى أن الطلب يخلق العرض الخاص به ويشكل نظرية شاملة للطلب الفعال.